# Liverpool Arena
La Liverpool Arena, nota anche col nome commerciale di M&S Bank Arena e, in precedenza, anche come Echo Arena, è un impianto polifunzionale coperto di Liverpool; sorge nella zona portuale di King's Dock. L'arena ospita annualmente concerti dal vivo, spettacoli comici ed eventi sportivi e fa parte del campus di eventi gestiti dalla ACC Liverpool; complesso che comprende un'arena, un centro espositivo e un centro congressi interconnessi. La struttura viene usufruita da una popolazione regionale di 2,5 milioni di persone e oltre 6,6 milioni di persone in tutta l'Inghilterra nord-occidentale.

## Storia

### Progettazione
L'arena è stata progettata dagli architetti della Wilkinson Eyre, già ideatori del Gateshead Millennium Bridge, in collaborazione con l'ente nazionale Sport Concepts. La M&S Bank Arena è uno spazio flessibile che offre una varietà di piante standard e su misura. L'arena dispone di circa 7.000 posti a sedere permanenti intorno a tre lati di un pavimento centrale adatto a ospitare eventi sportivi al coperto. La capacità per i concerti può essere estesa fino a 10.600 posti, mentre con i posti in piedi, la capacità complessiva dell'arena sale a 11.000.
Il complesso dispone di sei spogliatoi, cinque spogliatoi per le squadre sportive e due uffici per i promotori. I veicoli che pesano fino a 38 tonnellate possono accedere al seminterrato dell'arena. Il complesso ha ottenuto una valutazione altamente positiva secondo il metodo BREEAM.
Nel settembre 2015, viene inaugurata una sede gemella, l'Exhibition Centre Liverpool, che ha ampliato l'offerta per i concerti ed eventi sportivi internazionali al complesso. Tale sede dispone del "Space by M&S Bank Arena", uno spazio flessibile per l'intrattenimento che può ospitare fino a 7.000 persone.

### Inaugurazione
L'arena è stata inaugurata ufficialmente il 12 gennaio 2008, con il nome di Echo Arena Liverpool, in occasione della cerimonia di apertura ufficiale della capitale europea della cultura. La cerimonia ha dato il via a un anno di celebrazioni e ha rappresentato il culmine di un decennio di evoluzione della città. Lo spettacolo, denominato Liverpool the Musical, ha visto la partecipazione di 700 artisti e ha richiesto 15.000 ore di lavoro per la sua organizzazione. Sin dalla sua apertura, l'arena ha attirato più di 7 milioni di visitatori per oltre 3.800 eventi, oltre a generare 1,6 miliardi di sterline di profitti per il City Council della città.
Nel novembre 2018 è stato annunciato che l'impianto sarebbe stato rinominato con il suo titolo attuale, come parte di un accordo di sponsorizzazione con la M&S Bank. Il nuovo nome è entrato in vigore il 7 gennaio 2019, con il Liverpool Echo che ha continuato a essere uno dei principali sponsor commerciali dell'arena. Un rebrand completo è stato effettuato anche all'interno della sede e nel sito di King's Dock, prima di essere presentato il successivo 31 gennaio.

### Eurovision Song Contest
Il 7 ottobre 2022 l'impianto è stato ufficialmente annunciato come sede della sessantasettesima edizione dell'Eurovision Song Contest, che si è svolta dal 9 al 13 maggio 2023.